# 克魯克鎮區 (伊利諾伊州漢密爾頓縣)
克魯克鎮區（英語：Crook Township）是位於美國伊利諾伊州漢密爾頓縣的一個行政鎮區。

## 地方資料
根據2010年美國人口普查的數據，克魯克鎮區的面積為93.10平方千米，當中陸地面積為92.60平方千米，而水域面積為0.50平方千米。當地共有人口297人，而人口密度為每平方千米3.19人。